# Samuel Franklin Miller

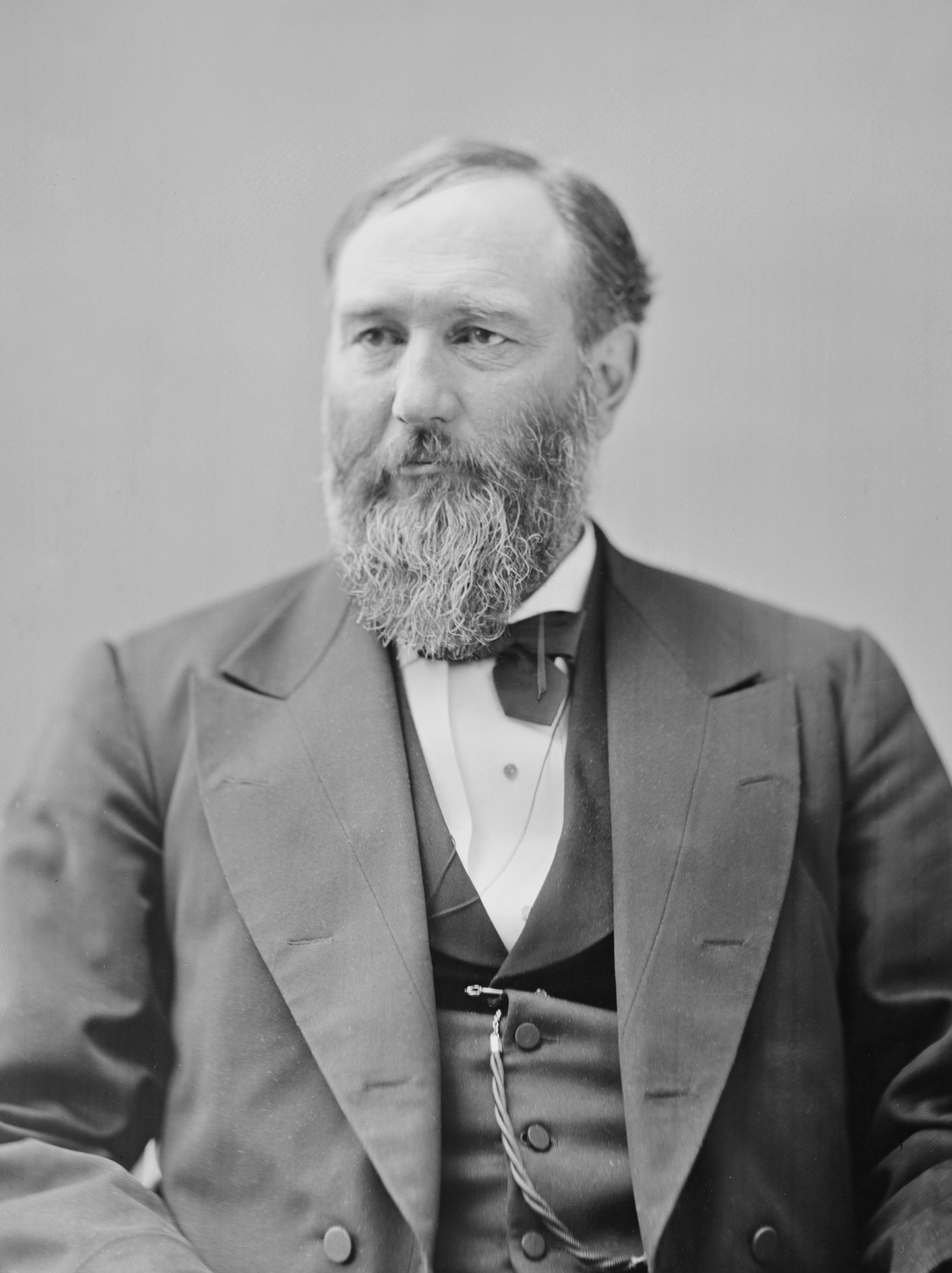
Samuel Franklin Miller

Samuel Franklin Miller (* 27. Mai 1827 in Franklin, New York; † 16. März 1892 ebenda) war ein US-amerikanischer Jurist und Politiker. Er vertrat zwischen 1863 und 1865 sowie zwischen 1875 und 1877 den Bundesstaat New York im US-Repräsentantenhaus.

## Werdegang
Samuel Franklin Miller graduierte am Delaware Literary Institute und 1852 am Hamilton College in Clinton. Er studierte Jura. Seine Zulassung als Anwalt erhielt er 1853, ging allerdings nie extensiv seiner Tätigkeit als Anwalt nach. Er war stattdessen in der Landwirtschaft tätig, verfolgte aber auch Bauholzgeschäfte. 1854 saß er in der New York State Assembly. Er diente als Colonel in der Miliz von New York. Politisch gehörte er der Republikanischen Partei an.
Bei den Kongresswahlen des Jahres 1862 für den 38. Kongress wurde Miller im 19. Wahlbezirk von New York in das US-Repräsentantenhaus in Washington, D.C. gewählt, wo er am 4. März 1863 die Nachfolge von Richard Franchot antrat. Er schied nach dem 3. März 1865 aus dem Kongress aus.
1867 nahm er als Delegierter an der verfassunggebenden Versammlung von New York teil. Er war zwischen 1869 und 1873 als District Collector of Internal Revenue tätig. Darüber hinaus saß er zwischen 1869 und 1877 im Board of Charities von New York.
Im Jahr 1874 kandidierte er im 21. Wahlbezirk von New York für den 44. Kongress. Nach einer erfolgreichen Wahl trat er am 4. März 1875 die Nachfolge von Clinton L. Merriam an. Er schied dann nach dem 3. März 1877 aus dem Kongress aus. Nach seiner Kongresszeit war er wieder in der Landwirtschaft tätig, verfolgte aber auch Bauholzgeschäfte. Am 16. März 1892 verstarb er in Franklin und wurde dann auf dem Ouleout Valley Cemetery beigesetzt.